# 廖啟明
廖啟明（？年—？年），資州內江縣人，由歲貢，乾隆二十五年二月任四川順慶府岳池縣訓導。是一位政治人物，明清時曾在四川順慶府岳池縣（位於今四川東北部，武周萬歲通天二年分南充、相如二縣置，是一個千年古縣）擔任官吏。